# Дем'яник Сергій Валерійович
Сергі́й Вале́рійович Дем'я́ник (1988—2014) — молодший сержант Збройних сил України, учасник російсько-української війни.

## Біографія
Народився Сергій Дем'яник 26 березня 1988 року в Камені-Каширському. Мати Сергія померла давно, і він проживав у рідному місті з сестрою, її чоловіком та двома дітьми. Навчався в гімназії № 2, по тому 2006 року закінчив профтехучилище в місті Камені-Каширському. Пройшов строкову військову службу в лавах ЗСУ. Батько майбутнього воїна Валерій Митрофанович проживав у Ковелі, і Сергій Дем'яник перед мобілізацією до Збройних сил також проживав у цьому місті та працював торговельним агентом.
З початком російської збройної агресії мобілізований у квітні 2014 року до лав Збройних сил України, служив у 51-й механізованій бригаді. Разом із підрозділом брав участь у боях під Іловайськом.
Орієнтовно 29 серпня 2014 року боєць загинув під час обстрілу українських військовиків, що виходили з оточення так званим «зеленим коридором» біля села Новокатеринівка Старобешівського району. Спочатку тіло Сергія Дем'яника разом із тілами ще 87 невпізнаних полеглих українських солдатів 2 вересня 2014 року було вивезене з-під Іловайська до Запоріжжя, і волинянин ще два тижні вважався зниклим безвісти. Лише 15 вересня тіло бійця впізнали родичі й відтак перевезли на рідну Волинь.
Похований Сергій Дем'яник 17 вересня на кладовищі в рідному місті Камені-Каширському.

## Нагороди та вшанування
- 13 серпня 2015 року — за особисту мужність і героїзм, виявлені у захисті державного суверенітету та територіальної цілісності України, вірність військовій присязі під час російсько-української війни, відзначений — нагороджений орденом «За мужність» III ступеня (посмертно).
- 22 травня 2015 року, в річницю бою під Волновахою, у Ковелі урочисто відкрито пам'ятну стелу на честь жителів міста й району, які загинули під час російсько-української війни — Олександра Артемука, Станіслава Максимчука, Павла Редьковича, Романа Данилевича, Андрія Мостики, Олексія Тарасюка, Андрія Омелянюка, Олександра Абрамчука, Анатолія Шиліка, Олександра Ярмолюка, Андрія Задорожнього та Сергія Дем'яника.[7][8]
- Із благословення Патріарха Київського і всієї Руси-України Філарета та митрополита Луцького та Волинського УПЦ КП Михаїла Сергій Дем'яник нагороджений церковною медаллю «За жертовність і любов до України».[3][9]
- 17 листопада 2015 року на фасаді НВК № 2 міста Каменя-Каширського, де навчався загиблий герой, було урочисто встановлено та освячено меморіальну дошку на честь Сергія Дем'яника. Під час урочистої церемонії з рук голови районної адміністрації батькові Сергія було урочисто вручено синів орден «За мужність», а сестрі загиблого бійця урочисто вручена церковна медаль «За жертовність», яку вручив настоятель місцевого храму УПЦ КП.[3][9]
- Його портрет розміщений на меморіалі «Стіна пам'яті полеглих за Україну» у Києві: секція 3, ряд 3, місце 32
- Вшановується 29 серпня на щоденному ранковому церемоніалі вшанування українських захисників, які загинули цього дня у різні роки внаслідок російської збройної агресії[10]
- відзнака 51-ї ОМБр «За мужність та відвагу» (посмертно)
- Почесний громадянин міста Ковеля (посмертно; рішення Ковельської міської ради від 29 липня 2021 № 10/14)[11]